# Youv Dee
Youv Dee, de son vrai nom Jamal Thioune, et anciennement appelé Don Jam, né le 5 mars 1996 à Gonesse, est un rappeur, chanteur et auteur-compositeur-interprète français originaire de Saint-Brice-sous-Forêt et Sarcelles dans le Val-d'Oise.

## Biographie

### Enfance, formation artistique et débuts musicaux
Jamal Thioune naît le 5 mars 1996 à Gonesse, d'origine sénégalaise et martiniquaise, il grandit dans le 11e arrondissement parisien, dans le quartier de République. Il est initié au rap américain par son père, tandis que sa grand-mère lui fait découvrir l’opéra.
Il est membre du groupe L'Ordre Du Périph avec Assy, Arsn et Swan et est très proche du rappeur Sirap et du beatmaker Skuna.
Youv Dee commence à rapper en 2013 et participe à quelques open mics à Paris, dans un contexte marqué par l’émergence de la scène Rap Contenders et des formats de battles en ligne. Issu de la mouvance dite new wave, il développe un style influencé par des rappeurs américains tels que Ski Mask the Slump God, Young Thug, Lil Uzi Vert ou Trippie Redd,. Il cite également des inspirations issues de la culture internet, des mangas et de l’univers geek.
Il publie son premier freestyle intitulé Freestyle Nitro sur YouTube le 20 juin 2016. Peu après, au printemps de la même année, il rencontre Assy, Swan et Ars’n avec qui il fonde le collectif L’Ordre du Périph. Le groupe se fait remarquer en diffusant rapidement son premier titre MTH (Missile Tête Homicide), accompagné d’un clip à l’énergie brute qui franchit le cap du million de vues.
Le 27 avril 2017, Youv Dee et Assy sortent un projet commun intitulé Beta Test, un EP de huit titres sur lequel figurent également Sopico, Sheldon, Venti, ainsi que les deux autres membres du groupe, Swan et Ars’n,.
Le 10 novembre 2017, L’Ordre du Périph publie Vogue Merry, un premier EP collectif de huit morceaux. Le titre fait référence au navire du personnage principal du manga One Piece. Trois titres de l’EP sont clippés : Ouh Ouh (sorti le 18 octobre), Pas Pareil et Qualidad. En six ans, le projet cumule plus de 4 millions de streams.
Le mois suivant, en décembre 2017, Youv Dee lance sa carrière solo avec Gear 2, un premier projet personnel mêlant sonorités rock, cloud rap, et multiples références à la pop culture et aux jeux vidéo. Ce projet affirme une direction artistique originale, entre egotrip décomplexé et esthétique expérimentale.
En 2018, il participe à un second EP avec L’Ordre du Périph, intitulé Mugiwara, composé de six morceaux dont un clip : Carré. Le titre de l’EP constitue une nouvelle référence à l’univers de One Piece.

### Carrière solo

#### Gear 2etGear 3(2017-2018)
Gear 2, publié le 15 décembre 2017, constitue le premier projet solo du rappeur français Youv Dee. Le titre de l'EP fait référence à la technique "Gear Second" du personnage Monkey D. Luffy dans le manga One Piece, soulignant l'influence notable de la culture japonaise dans l'univers artistique du rappeur. Composé de dix titres, l'EP inclut une collaboration avec les artistes Sirap et Arsn sur le morceau final intitulé "Ending".
Le projet se distingue par une fusion de sonorités trap, rock et d'éléments issus de la culture geek, contribuant à l'émergence d'un nouvelle genre dans le rap français qualifiée comme « trap-métal »,.
Le premier extrait de l'EP, "Opening", est sorti le 11 avril 2018. Produit par le beatmaker Skuna, le morceau intègre un sample de la musique des combats du jeu vidéo Pokémon, renforçant l'esthétique geek du projet,. Les titres Slay et Berry ont également bénéficié de clips vidéo. L'EP présente une structure narrative inspirée des animés japonais, avec des morceaux intitulés Opening en ouverture et Ending en conclusion, ce dernier en collaboration avec Sirap et Arsn. En cinq mois, Gear 2 a accumulé 10 millions de streams, témoignant de l'engouement du public pour ce projet innovant.
Dans une interview accordée à Booska-P, Youv Dee précise que Gear 2 ne porte pas de message particulier, expliquant : « On est en 2017, ça fait quinze ans que les gens ont bouffé du message. […] C’est tellement pas les mêmes époques, c’était pas les mêmes problèmes. […] Qu’est-ce que tu veux que je dise d’autre à part ce que je fais ? ».
Le 14 décembre 2018, Youv Dee publie Gear 3, un projet de douze titres, annoncé par le clip Bendo,, sorti le 11 novembre 2018. L’EP comporte plusieurs collaborations, notamment avec Diddi Trix et Laskiiz sur le morceau Euros, ainsi qu’avec les membres de L’Ordre du Périph sur Tout se paye.
Parmi les morceaux phares du projet, Taga, produit par Ambitiou$, se distingue par son esthétique visuelle et sonore singulière. Le clip, réalisé par Ashwin Cazal, renforce l’univers artistique de Youv Dee, entre trap sombre et imagerie décalée. Grâce à la réception positive de ce projet, l’artiste est cité parmi les « 11 rappeurs à suivre en 2019 » par le média Booska-P.

#### Planète MarsetHaine World(2020)
Planète Mars son troisième projet paraît en mars 2020, à l'occasion de l'anniversaire de Youv Dee, en plusieurs parties : chaque vendredi du mois sortent deux nouveaux morceaux. Youv Dee est beaucoup plus introspectif dans ce projet notamment dans les sons Dis-moi, Tour du monde ou Enfer et Paradis où il parle de ses ambitions, ses projets dans le futur ou de ses sentiments envers les femmes.
Le 29 mai 2020, Youv Dee publie Haine World, son quatrième projet solo. Entièrement produit par le beatmaker Skuna, avec qui il collabore de manière récurrente, l’EP de six titres est conçu durant la période de confinement liée à la pandémie de Covid-19,.
Composé de six titres, Haine World marque une nouvelle étape dans l’évolution musicale de l’artiste, qui y développe un univers plus large et des sonorités plus variées que sur ses précédents projets Gear 2 et Gear 3,. 

#### La vie de luxe(2021)
Après plusieurs mois de teasing dans ses morceaux, où il évoque à plusieurs reprises le titre La vie de luxe, Youv Dee annonce officiellement la sortie de son premier album studio le 8 janvier 2021. Intitulé La vie de luxe (souvent abrégé LVDL), l’album paraît le 5 février 2021. En première semaine, il réalise 4 434 ventes, dont 2 248 exemplaires physiques, 2 183 équivalents streaming et 3 téléchargements numériques.
Le premier extrait de l’album, De toi, accompagné d’un clip, est publié le 20 novembre 2020[. Le second extrait, J’rêve, suit le 15 janvier 2021, également avec un clip diffusé le jour même. L’album comprend au total quinze titres, dont plusieurs bénéficient de clips vidéo, notamment De toi, J’rêve, Sur les Toits et Les Sous.
Une réédition de l’album, intitulée La vie de luxe: Dark Edition, est annoncée le 10 septembre 2021 pour une sortie prévue le 15 octobre suivant. Cette édition inclut sept morceaux supplémentaires, dont un titre bonus, Infernal, réservé aux 1 000 premiers acheteurs du projet physique.

#### Pas d'accord(2023)
Après une année 2022 durant laquelle il s'oriente vers un nouveau style de musique, différent de celui de ses anciens projets, il fait l'objet de critiques de la part d'une partie de ses fans qui attendent un retour aux sources. Après avoir sorti trois singles rock durant l'année 2022, il annonce son deuxième album studio Pas d'accord le 9 février 2023 et en profite pour sortir son single Fallait pas le jour même. L'album est composé de 15 titres et sa sortie est programmée pour vendredi 10 mars 2023,.

## Discographie

### Singles
- 2019 : Combien (Freestyle OKLM)
- 2020 : NBA (Freestyle)
- 2020 : Bastos (Freestyle)
- 2020 : Règlement Spaceship Freestyle
- 2020 : De Toi
- 2021 : J'Rêve
- 2021 : Dollars
- 2021 : À quoi ça sert ?
- 2022 : Rock'n'Roll
- 2022 : Feeling
- 2023 : Fallait pas

### Collaborations
- 2017 : DANS LE SPRITE - Coyote Jo Bastard feat. Youv Dee
- 2018 : Gameboy - Assy feat. Arsn, Youv Dee
- 2018 : Monster Truck - 2cheesemilkshake feat. Youv Dee
- 2018 : Top - Sirap feat. Youv Dee
- 2018 : Toujours La même - Senamo feat. Youv Dee
- 2018 : Facile - Ghost Killer Track feat. Youv Dee
- 2019 : Coquillage - WondaGurl (Redbull Toronto / Paris) feat. Youv Dee
- 2019 : Texxxho - Gothking feat. McClane, Ruskov
- 2019 : Ice - Dj Weedim feat. Youv Dee
- 2019 : Interlude (Sur la compilation Booska Pefra Vol.6)
- 2019 : Jeff Hardy - Coyote Jo Bastard feat. Youv Dee
- 2019 : 666 - Yzomandias feat. Youv Dee
- 2019 : Gen-Gen - feat. Sirap
- 2019 : Manoir - Arsn feat. Youv Dee
- 2019 : Bust Down Deux - Trippie Redd feat. Youv Dee
- 2019 : De ouf - Roshi feat. Youv Dee
- 2020 : Low Life - Madd feat. Youv Dee
- 2020 : Loca - Tsew The Kid feat. Youv Dee
- 2020 : OkOk - Caballero & JeanJass feat. Youv Dee
- 2020 : Ravi - Sirap feat. Youv Dee
- 2020 : Règlement Spaceship - (Saison 4 Le Règlement freestyle)
- 2021 : Rêves - Sirap feat. Youv Dee & Assy
- 2021 : Pas la peine - Ysos feat. Youv Dee
- 2022 : Génie - Mahdi Ba feat Youv Dee
- 2022 : Paradise - Rymz feat Youv Dee, Assy er D4vid Lee
- 2022 : Inferno - LA SAD feat Youv Dee
- 2023 : Vibrer - Darealright feat Youv Dee et Assy
- 2023 : BLC - Lithium feat Youv Dee
- 2023 : Personne - Kalika feat Youv Dee
- 2023 : Call Me - Skip the Use feat Youv Dee
- 2023 : Ctril+Z - Zaoui feat Youv Dee
- 2024 : QTEN - Matou feat Youv Dee
- 2025 : Hahw u do tHaht - Kid Exotic feat Youv Dee